# NGC 2811
NGC 2811 é uma galáxia espiral barrada (SBa) localizada na direcção da constelação de Hydra. Possui uma declinação de -16° 18' 45" e uma ascensão recta de 9 horas, 16 minutos e 11,2 segundos.
A galáxia NGC 2811 foi descoberta em 31 de Dezembro de 1785 por William Herschel.